# American V – A Hundred Highways
American V: A Hundred Highways – pośmiertny album Johnny’ego Casha wydany 4 lipca 2006. Jak mówi tytuł – jest to piąta część serii American Recordings. Tak jak poprzednie płyty z tej serii, American V: A Hundred Highways został wyprodukowany przez Ricka Rubina i wydany przez jego wydawnictwo – American Recordings. Album osiągnął status platynowego (sprzedaż wyniosła 500 000 egzemplarzy). Tylko w pierwszym tygodniu po ukazaniu się sprzedano 88 000 kopii. W samych Stanach Zjednoczonych wydawnictwo rozeszło się w nakładzie 337 000 egzemplarzy.

## Spis utworów
1. „Help Me” (Larry Gatlin) – 2:51
Utwór oryginalnie nagrał Kris Kristofferson na swój album Jesus Was a Capricorn (1972)
2. „God’s Gonna Cut You Down” (Traditional) – 2:38
Utwór oryginalnie nagrała Odetta na swój album Sings Ballads and Blues (1956), następnie Elvis Presley na album How Great Thou Art (1967), oraz The Blind Boys Of Alabama (jako „Run On For A Long Time”) na album Spirit Of The Century (2001)
3. „Like the 309” (Johnny Cash) – 4:35
4. „If You Could Read My Mind” (Gordon Lightfoot) – 4:30
Oryginalnie nagrany przez Lightfoota na album Sit Down Young Stranger (1970)
5. „Further On Up the Road” (Bruce Springsteen) – 3:25
Oryginalnie utwór nagrał B. Springsteen na album The Rising (2002)
6. „On the Evening Train” (Hank Williams) – 4:17
7. „I Came to Believe” (Johnny Cash) – 3:44
Cash napisał tę piosenkę na początku sesji nagraniowej
8. „Love’s Been Good to Me” (Rod McKuen) – 3:18
Utwór oryginalnie nagrał Frank Sinatra na album A Man Alone (album)|A Man Alone & Other Songs of Rod McKuen (1969)
9. „A Legend in My Time” (Don Gibson) – 2:37
Oryginalnie utwór nagrał Don Gibson na album Sweet Dreams, a także Roy Orbison na Lonely and Blue (obydwa w 1960)
10. „Rose of My Heart” (Hugh Moffatt) – 3:18
Utwór napisano w 1981 lub 1982. Nagrywali go różni artyści, w tym H. Moffat na album Troubadour (1989)
11. „Four Strong Winds” (Ian Tyson) – 4:34
Oryginalnie utwór wykonywał duet „Ian and Sylvia”, a także Neil Young
12. „I’m Free from the Chain Gang Now” (Lou Herscher, Saul Klein) – 3:00
utwór oryginalnie nagrał Johnny Cash na album The Sound of Johnny Cash (1962)

## Informacje o utworach
Książeczka znajdująca się w boxie Unearthed, składającym się z odrzutów z czterech pierwszych sesji, mówi o „około 50” piosenkach jakie zostały nagrane w trakcie sesji do albumu American V na krótko przed śmiercią Casha 12 września 2003. Część z tych piosenek znalazła się na wydanym w lutym 2010 roku albumie American VI: Ain’t No Grave.
Tak jak pozostałe albumy z serii American, tak też i ta płyta zawiera covery, piosenki premierowe, a także nowe wersje dobrze znanych utworów Casha. Zupełnie nowe kompozycje na tym wydawnictwie to „I Came to Believe” i „Like the 309”. „Like the 309 to ostatnia piosenka napisana przez Johnny’ego Casha przed śmiercią.
Tytuł albumu pochodzi od słów fragmentu piosenki „Love’s Been Good to Me” napisanej przez Roda McKuena:

I have been a rover

I have walked alone

Hiked a hundred highways

Never found a home

## Sukces komercyjny
Dzięki A Hundred Highways Johnny Cash dotarł na szczyt listy Billboard 200. Jest to pierwsze takie osiągnięcie tego muzyka od roku 1969, kiedy ukazał się album Johnny Cash at San Quentin, który rozszedł się w USA w nakładzie 88 000 sztuk.
Album – Billboard (North America)
| Rok  | Zestawienie    | Pozycja |
| ---- | -------------- | ------- |
| 2006 | Billboard 200  | 1       |
| 2006 | Country Albums | 1       |